# Lycodes hubbsi
Lycodes hubbsi és una espècie de peix de la família dels zoàrcids i de l'ordre dels perciformes.

## Hàbitat
És un peix marí i d'aigües profundes que viu entre 265-890 m de fondària.

## Distribució geogràfica
Es troba a les Illes Kurils i el Japó.

## Observacions
És inofensiu per als humans.